# Gare de Taggia-Arma
La gare de Taggia-Arma (en italien : Stazione di Taggia-Arma) est un gare ferroviaire italienne située à Taggia, dans la province d'Imperia, en Ligurie. Elle remplace l'ancienne gare qui se trouvait davantage au sud. C'est une gare de Trenitalia desservie par des trains Regionale, Regionale Veloce et Intercity.

## Situation ferroviaire
La gare est située au point kilométrique (PK) 124+942 de la ligne de Gênes à Vintimille entre les gares ouvertes de Sanremo et d'Imperia.
La gare dispose de 6 voies destinées aux passagers, dont une en impasse vers Vintimille et d'un triage. La gare se situe entre les tunnels de Capo Verdo et Santo Stefano.
Les systèmes de signalisation Apparato Centrale Elettrico a Itinerari (it) et RS4 Codici (en) sont installés dans la gare et les voies de transit.

## Histoire
La gare a été inaugurée le 27 janvier 2001 lors de l'inauguration du nouveau tronçon de la ligne de Gênes à Vintimille entre Bordighera et Imperia, légèrement déplacé en amont par rapport à celui d'origine, qui sillonnait la côte.

## Service des voyageurs

### Accueil
La gare dispose d'un bâtiment voyageurs et d'un guichet automatique.

### Dessertes
La gare est desservie par des trains Regionale, Regionale Veloce et Intercity de Trenitalia vers Milan et Vintimille.

### Intermodalité
Une correspondance avec le réseau de bus local est possible grâce à un arrêt de bus à proximité. La gare dispose d'une station de taxi et d'un parking.